# Jag arma barn, som litet har erfarit
Jag arma barn, som litet har erfarit är en psalmtext med elva verser diktade av Abela M. Berglund-Gullbrandson, som använde signaturen A. M. G.
Melodin komponerad av Oscar Ahnfelt.

## Publicerad i
- Andeliga Sånger nr 6 i första häftet av "Ahnfelts Sånger" 1855 och i EFS nyutgåva 1893.
- Hemlandssånger 1891 som nr 314 under rubriken "Kärleken".
- Nya Pilgrimssånger 1892 8 verser, som nr 248 under rubriken "Det kristliga lifwet. Strid och lidande".
- Sionstoner 1889 med 7 verser, som nr 213
- Sionstoner 1935 nr 405 under rubriken "Nådens ordning: Trosliv och helgelse".
- Sions Sånger 1951 nr 90
- Sions Sånger 1981 nr 137 under rubriken "Kristlig vandel".
- Lova Herren 1988 nr 553 under rubriken "Guds barn i bön och efterföljelse".